# Casa Apezteguía
Casa Apezteguía és un habitatge del municipi de Cadaqués (Alt Empordà) inclòs en l'Inventari del Patrimoni Arquitectònic de Catalunya.

## Descripció
Situada al sud-oest del nucli urbà de la població de Cadaqués, orientada a la platja de ses Oliveres i a l'avinguda Pérez del Pulgar, a primera línia de mar.
Edifici aïllat de planta irregular, amb la coberta de teula de dues vessants i distribuït en soterrani, planta baixa i pis, aquest últim localitzat a l'extrem sud de la construcció. Fou concebut com a segona residència unifamiliar i està construït damunt les roques de la costa mitjançant murs de pedra de la zona, a manera de prolongació del litoral. La façana orientada al mar presenta una plataforma inferior a la que s'accedeix a través d'unes escales. Al nivell superior hi ha un paviment de lloses de pissarra que continua a l'interior de l'edifici. La façana es caracteritza pels grans finestrals rectangulars, protegits amb persianes corredisses de lamel·les blanques, que l'integren. La part posterior de l'edifici es tanca mitjançant un pati pavimentat, que dona accés a l'interior. La distribució interior de la casa es divideix en dos espais, la zona noble, amb diverses habitacions i la sala - menjador, localitzats al llarg de la façana principal; i la zona de servei, amb la cuina, el garatge i les habitacions del servei.
La construcció combina els paraments arrebossats i emblanquinats amb els murs de pedra llicorella de la zona, perfectament integrada en el paisatge.

## Història
A partir dels anys 50 Cadaqués es va convertir en un centre cultural important, on es reunien personatges de la burgesia catalana i artistes internacionals de ressò. Aquests fets, juntament amb l'increment de turisme, varen comportar la construcció de noves cases d'estiueig i la reforma de les antigues introduint variacions lligades a les darreres tendències arquitectòniques, encara que conservant, globalment, l'estil arquitectònic tradicional.
La casa es va projectar com a residència unifamiliar per passar-hi les vacances i els caps de setmana. Va ser construïda el 1970 pels arquitectes Peter Harnden i Lanfranco Bombelli.